# Svend-Erik Skaaning
Svend-Erik Skaaning (født 30. marts 1978 i Sakskøbing) er en dansk professor i statskundskab ved Aarhus Universitet. Hans forskningsområde er demokratiet og dets forudsætninger.

## Karriere
Svend-Erik Skaaning blev født i Sakskøbing på Lolland og blev student fra Maribo Gymnasium. Han studerede statskundskab ved Aarhus Universitet og blev cand.scient.pol. i 2003 og ph.d. i 2007. Allerede inden da var han i 2006 blevet adjunkt ved Institut for Statskundskab på sit universitet. I 2009 blev han lektor og i 2014 professor, fortsat ved Aarhus Universitet.

## Forskning
Skaaning forsker i demokrati og menneskerettigheder. Spørgsmålet om forudsætningerne for demokratiet interesserede ham, efter at han som 11-årig i fjernsynet var vidne til Murens fald, og det var også emnet for hans ph.d.-afhandling.
Skaaning har blandt andet modtaget en Sapere Aude-bevilling, der gives til unge talentfulde forskere, i 2012, og et Semper Ardens Fellowship Af Carlsbergfondet i 2019-2019.
I 2017 udgav han bogen Demokrati i Aarhus Universitets folkeoplysende bogserie Tænkepauser.

## Privatliv
Skaaning er gift med norske Ingrid Marie Fossum og har tre børn.